# مایکل باخ (ورزشکار)
مایکل باخ (انگلیسی: Michael Bach؛ زادهٔ july ۲۵, ۱۹۶۰ (۶۴ سال)) ورزشکار روئینگ اهل ایالات متحده آمریکا است.
وی در مسابقات کشوری و بین‌المللی در مجموع برندهٔ ۱ مدال نقره شده‌است.